# Le Mouret
Le Mouret är en kommun i distriktet Sarine i kantonen Fribourg, Schweiz. Kommunen skapades den 1 januari 2003 genom sammanslagningen av kommunerna Bonnefontaine, Essert, Montévraz, Oberried, Praroman och Zénauva. Le Mouret hade 3 323 invånare (2023).